# 正癸醇
在化學中，正癸醇，即1-癸醇，是一種醇類的有機化合物，具有十個碳原子的直鏈脂肪醇。其示性式為C10H21OH，化學式為C10H22O，結構式為。它是一種不溶於水的無色粘稠液體，並具有具有蠟香、甜香、花香、果香香氣，也包含著強烈刺激性的氣味。

## 用途
正癸醇可以用來製造塑化劑、潤滑劑、界面活性劑和溶劑。

## 安全性
正癸醇對皮膚和眼睛有很大的刺激性，濺入眼睛時，甚至有可能會造成永久性的傷害。吸入和食入可能是有害的，但微量的正癸醇是可以作為一種麻醉劑。這是有害的環境的汙染物，因此使用後應置於有機廢液，回收處理。